# Mumija
Mumija je mrtvo ljudsko tijelo čiji su koža i organi sačuvani namjernim ili slučajnim izlaganjem kemikalijama, velikoj hladnoći, vrlo maloj vlažnosti ili nedostatku zraka kad tijelo potone u blatište. Na pokušaje očuvanja ljudskog tijela poslije smrti arheolozi nailaze širom svijeta. Rabe se dva pojma: mumificiranje i balzamiranje, koji upućuju na smole kojima se tijela oblažu.
Kako je egipatsko kraljevstvo nastalo iz dva zasebna entiteta - jedne države na sjeveru, a druge na jugu - koji su ipak nastali povezivanjem više neolitskih kultura - korijene njegove mitologije treba tražiti upravo u tradicijama pretpovijesnih naselja. Logično je stoga da je religijska struktura Egipta isprva bila polivalentna. U preddinastijskom razdoblju izdvaja se nekolicina najvažnijih božanstava nastalih u pojedinim regijama koje će kasnije činiti temeljne administrativne cjeline ili nome. Među najstarija božanstva spadaju ona zoomorfna, a jedinu iznimku među ranim kultovima čini Oziris - antropomorfni bog koji je gospodar svijeta mrtvih. Tu su i Horus (bog oblika sokola), Set (mravojed ili magarac), Uađit (kobra) i Nehbet (lešinarska božica).
Nakon smrti čovjekova duša putuje kroz drugi svijet (eg. Duat ili Amenti). Amenti znači "zapad". Naime, posmrtni put duše u krajolike drugog svijeta bio je istovjetan kretanju Sunca koje zalazeći na zapadu odlazi "u nepoznato". Za jedne je on kopija ovoga svijeta u kojem se oru njive, žanje žito, slavi, pije pivo i odlazi u lov na ptice. Za druge, Duat je potpuno odvajanje od svijeta poznatog, uzlet do zviježđa u kojima borave bogovi. Mumificiranje je bilo postupak kojim se tijelo konzerviralo, a njegov je cilj oslobađanje onih elemenata duše koji će preživjeti smrt tijela. Postupak mumifikacije sastojao se u odstranjivanju lako razgradljivih unutarnjih organa i konzervaciji tijela koje bi tako bilo trajnije očuvano. Iako su najstarije mumije izrađene još prije 5000 godina, konačne tehnike mumificiranja razvijene su za Srednjeg kraljevstva. U jednoj spilji kraj Luxora egiptolog Winlock je otkrio masovnu grobnicu šezdeset vojnika koji su poginuli ratujući u postrojbama Mentuhotepa I. tijekom borbe za ponovno ujedinjenje Egipta. Tijela vojnika bila su kvalitetno mumificirana i omotana povojima. Postupak je doveden do svog tehnološkog vrhunca u Novom kraljevstvu. Iz tog je razdoblja ostalo očuvano niz faraonskih mumija koje se i danas mogu vidjeti u muzejima diljem svijeta. Tijela mrvih su bivala očišćena vađenjem unutarnjih organa, potom izložena dugotrajnom djelovanju konzervansa, te napokon premazivana balzamima i umotana u povoje. Mogla su dobiti i dodatne zaštitne slojeve poput tzv. kartonaže (smjese od platna i blata) odnosno zalijevanjem u bitumen. Čitav postupak mumificiranja prilično je točno opisao Herodot (Hist. II 86-91). On je tvrdio da je ono trajalo čak sedamdeset dana. Budući da je ono ujedno predstavljalo i religijsko-magijski obred, te uključivalo čitanje posebnih ritualnih tekstova, jasno je da u trajanje mumificiranja ne ulazi samo mehanička obrada umrloga. 
Kanope s prikazom četiri Horusova sina u koje su stari Egipćani spremali unutrašnje organe pokojnika tijekom procesa mumifikacije

## Egipatske mumije
Stari Egipćani su u piramidama sahranjivali svoje mumificirane vladare - faraone.